# Vortex (Kings Island)
Vortex in Kings Island (Mason, Ohio, Vereinigte Staaten) war eine Stahlachterbahn vom Modell Custom Looping Coaster des Herstellers Arrow Dynamics, die am 11. April 1987 eröffnet wurde. Am 27. Oktober 2019 wurde sie geschlossen.
Zum Zeitpunkt ihrer Eröffnung galt sie als die Achterbahn mit den meisten Inversionen. Sie befand sich an der Stelle im Park, wo zuvor die Achterbahn The Bat ihre Runden fuhr. Die Station von The Bat wurde weiterhin als Station für Vortex benutzt. Für den Bau wurden etwa 1000 Tonnen Stahl benötigt.

## Züge
Vortex besaß drei Züge mit jeweils sieben Wagen. In jedem Wagen konnten vier Personen (zwei Reihen mit je zwei Personen) Platz nehmen. Die Fahrgäste mussten mindestens 1,22 Meter groß sein, um mitfahren zu dürfen. Als Rückhaltesystem kamen Schulterbügel zum Einsatz. Die Züge finden weiteren Einsatz bei der Achterbahn Carolina Cyclone in Carowinds.

## Fahrelemente

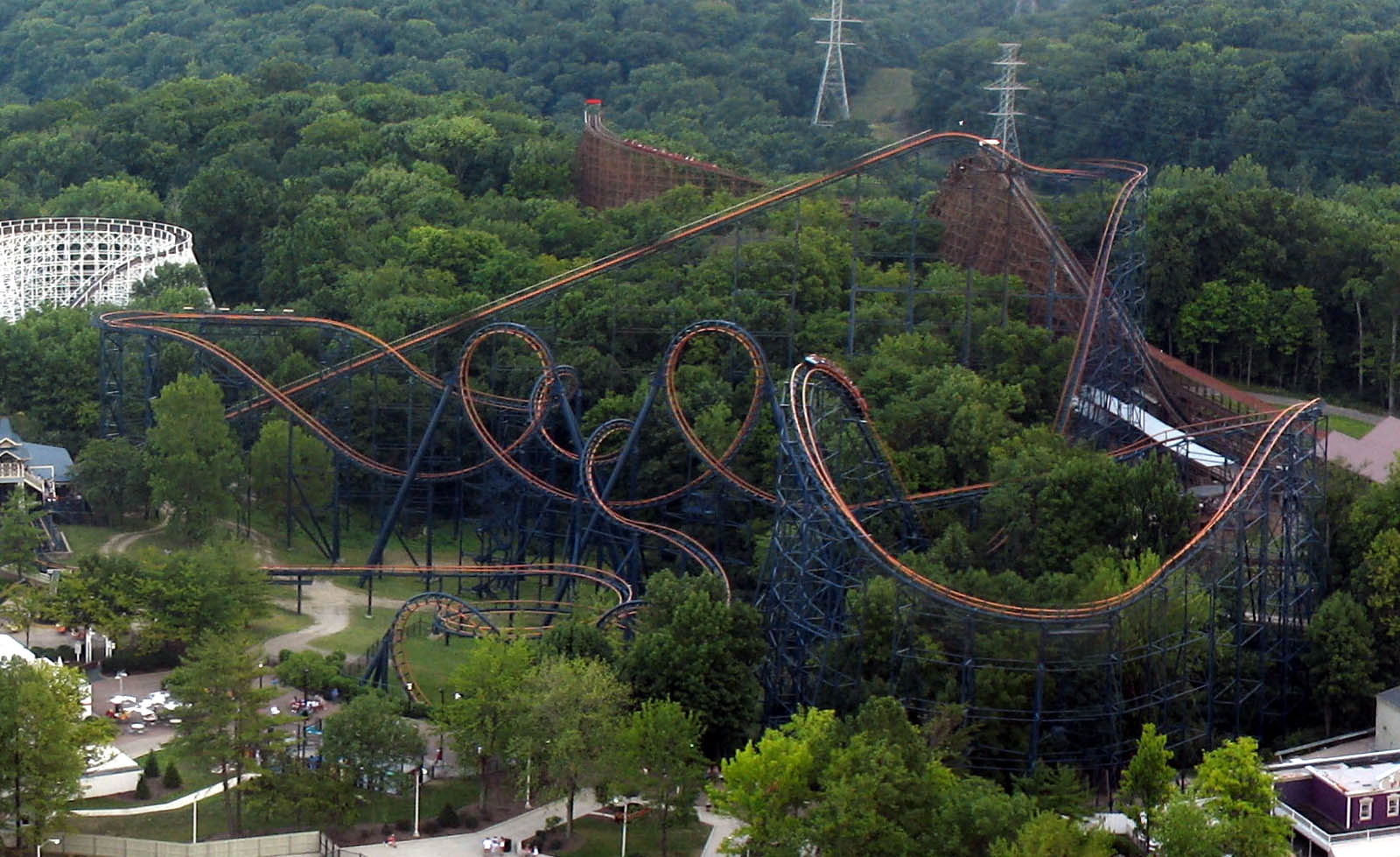
Übersicht

Vortex besaß zwei Loopings, einen doppelten Korkenzieher, einen Batwing (der aus zwei Inversionen besteht) und eine Helix am Ende der Fahrt.